# Harriet Slater
Harriet Marston Slater (nacida el 28 de noviembre de 1994) es una actriz inglesa. Es conocida por sus papeles en la serie Pennyworth (2019-2022) del Universo DC y el drama de época de MGM+ Belgravia: The Next Chapter (2024). Tatler la nombró Joven Brillante de 2023.

## Primeros años
Slater nació y creció en Leicester. Se unió a un grupo de teatro juvenil local llamado Little Theatre a la edad de 6 años. Se graduó con una Licenciatura en Actuación de la Escuela de Actuación de Guildford en 2016.

## Carrera
Después de graduarse de la escuela de teatro, Slater comenzó su carrera en el teatro regional, haciendo su debut profesional en The Man with the Hammer en el Theatre Royal de Plymouth en 2016. A esto le siguió un papel en la producción de 2017 de la Royal Shakespeare Company de Vice Versa de Phil Porter en el Swan Theatre. También apareció en The Secret Seven en Storyhouse.
Slater hizo su debut televisivo cuando fue elegida como Sandra Onslow en la serie DC Universe y la precuela de Batman, Pennyworth, que se estrenó en Epix en 2019. Después de interpretar a un personaje recurrente durante la primera temporada, se unió al elenco principal durante las dos temporadas siguientes. Hizo su debut cinematográfico en la película de fantasía independiente de 2020 Emily and the Magical Journey. En 2023, tuvo un pequeño papel en la película Indiana Jones y el dial del destino.
En 2024, Slater interpretó a Clara Trenchard (de soltera Dunn) en el drama de época de Helen Edmundson Belgravia: The Next Chapter para MGM+. y tiene papeles en las películas Tarot y True Haunting.

## Filmografía

### Películas
| Año  | Título                              | Papel        | Notas |
| ---- | ----------------------------------- | ------------ | ----- |
| 2020 | Emily and the Magical Journey       | Kayla        |       |
| 2023 | Indiana Jones y el dial del destino | Fran         |       |
| 2024 | Tarot                               | Haley        |       |
| TBA  | True Haunting                       | April Becker |       |

### Televisión
| Año       | Título                        | Papel                        | Notas                                                   |
| --------- | ----------------------------- | ---------------------------- | ------------------------------------------------------- |
| 2019–2022 | Pennyworth                    | Sandra Onslow                | Recurrente (temporada 1); protagonista (temporadas 2–3) |
| 2020      | All Creatures Great and Small | Brenda                       | Episode: "A Cure for All Ills"                          |
| 2024      | Belgravia: The Next Chapter   | Clara Dunn / Clara Trenchard | Protagonista                                            |